# Arséniure
Pour les articles homonymes, voir Arséniure (homonymie).
Cet article concerne l'ion arséniure et les composés chimiques appelés arséniures. Pour les minéraux, voir Arséniure (minéral).
Un arséniure est un composé de l'arsenic As dans lequel cet élément est à l'état d'oxydation –3. L'anion As3− est appelé ion arséniure.
Certains arséniures existent à l'état naturel et constituent donc des minéraux. Dans la classification des minéraux, ils sont regroupés avec les sulfures (classe n° II).

## Préparation
Les arséniures sont formés par réduction de l'arsenic. Par exemple, de la poudre d'arsenic chauffée avec du sodium donne de l'arséniure de sodium Na3As. L'anion As3− n'existe pas en solution aqueuse car il est extrêmement basique, et les arséniures sont généralement des solides de grande énergie réticulaire.

## Utilisation
Certains arséniures sont des semi-conducteurs aux propriétés intéressantes (semi-conducteurs III-V), comme l'arséniure de gallium GaAs, utilisé pour fabriquer des microcircuits rapides de faible dissipation thermique.

## Toxicité
Les arséniures sont généralement toxiques, comme l'arsenic lui-même et tous ses composés. Les arséniures métalliques réagissent avec les acides en formant de l'arsine AsH3, un gaz toxique.